# カステルヴェルデ
カステルヴェルデ（伊: Castelverde）は、イタリア共和国ロンバルディア州クレモナ県にある、人口約5,500人の基礎自治体（コムーネ）。

## 地理

### 位置・広がり

#### 隣接コムーネ
隣接するコムーネは以下の通り。
- カザルブッターノ・エドゥニーティ
- クレモーナ
- オルメネータ
- パデルノ・ポンキエッリ
- ペルシコ・ドージモ
- ポッツァーリオ・エドゥニーティ
- セスト・エドゥニーティ

### 気候分類・地震分類
気候分類では、zona E, 2389 GGに分類される。
また、イタリアの地震リスク階級 (it) では、zona 3 (sismicità bassa) に分類される
。

## 行政

### 分離集落
カステルヴェルデには、以下の分離集落（フラツィオーネ）がある。には、以下の分離集落（フラツィオーネ）がある。
- Castelnuovo del Zappa, Costa Sant'Abramo, Livrasco, Marzalengo, Ossalengo, San Martino in Beliseto